# Snake Eyes
Ojos de serpiente (título original: Snake Eyes) es una película de intriga policíaca o suspense dirigida por Brian De Palma con Nicolas Cage y Gary Sinise como protagonistas principales. 
Realizada en 1998, la película fue escrita por David Koepp con la ayuda de Brian De Palma.

## Argumento
Rick Santoro es un oscuro agente de policía de Atlantic City que en la noche en que se disputa el combate de boxeo por el campeonato del mundo de los pesos pesados debe proteger al secretario de Defensa de los Estados Unidos, que lo está presenciando. Para ello tiene que ayudar a su mejor amigo Kevin Dunne, comandante de la Marina y responsable de la seguridad del secretario. El combate de boxeo termina con la derrota del campeón, que cae al suelo delante del secretario, quien en ese momento es asesinado por un francotirador terrorista palestino inmediatamente abatido, por lo que cunde el pánico.
Convertido en el investigador oficial del caso, Rick descubre de inmediato que el asesinato fue una conspiración muy bien planeada, porque puede comprobar que el campeón cayó al suelo sin motivo, y descubre la implicación de una extraña mujer que apareció cerca del secretario de Defensa justo antes del atentado y que huyó del lugar con una herida en el brazo. Por ello empieza a buscarla tras la proclamación del campeón, mientras que el derrotado accedió a dejarse sobornar cuando le ofrecieron pagar sus deudas de juego a cambio de perder el combate.
Finalmente la descubre. Ella le cuenta que una compañía de industria armamentística está detrás del crimen y que su amigo Kevin Dunn lo organizó todo para ellos para poder así encubrir que un nuevo sistema de defensa antimisiles para barcos es un fraude. Iba a destaparlo con la ayuda del secretario y por eso quisieron matarles a ambos. Para ello reclutaron al terrorista, que quería ver al secretario muerto por sus relaciones amistosas con los israelíes. Sin embargo, la bala destinada a ella dio solo en su brazo debido a una rápida reacción instintiva después del disparo al secretario de Defensa. 
Después de esconderla, Rick consigue una confirmación de lo que descubrió a través de una cámara escondida, que solo él y otra persona conocían. También descubre que su amigo le había utilizado como coartada para el crimen y pretendía comprarlo si algo iba mal. Sin embargo, Kevin también descubre la cámara y que Rick lo sabe todo. Le explica, mientras le arrebata por la fuerza la cinta, que organizó el atentado por su obsesión en tener el sistema de defensa antimisiles aunque no fuera del todo lo que aparentaba ser, motivado por el deseo de salvar a marineros como los que una vez no pudo salvar en una zona de combate a causa de la inexistencia del sistema. Luego intenta convencer a Rick de que delate a la chica a cambio de dinero. También le dice que mientras tanto ha conseguido poner bajo control al excampeón para que no hable, quien, para evitar que el amaño del combate salga a la luz, accede.  
Rick, horrorizado por la actuación de Kevin, a quien respetaba por su integridad, y reconociendo a la mujer como lo que era antes su amigo, se niega rotundamente. Por ello, Kevin lo tortura, pero Rick consigue escapar y tenderle una trampa, atrayéndole a un grupo de policías que estaban cerca del lugar del crimen y que iban acompañados por un grupo de la prensa televisiva que informaba en directo sobre el suceso, mientras Kevin lo perseguía con una pistola provista de silenciador.
Kevin y la conspiración son así destapados y este se suicida posteriormente en directo. Rick se vuelve un héroe público, pero con el tiempo también se descubre su corrupción y tiene que enfrentarse a 12-18 meses de prisión por aceptar sobornos. Julia, la extraña mujer, testifica públicamente sobre lo ocurrido, el fraude es frustrado y muchos son procesados por la conspiración. Antes de entrar en prisión, Rick se despide de Julia en privado. Resulta que ambos, a causa de los acontecimientos y del hecho de que se complementan como se complementaban Kevin y Rick, se han enamorado y ella pretende esperarle hasta que salga de la cárcel.  

## Reparto
- Nicolas Cage como Detective Rick Santoro.
- Gary Sinise como Comandante Kevin Dunne.
- John Heard como el propietario del casino Gilbert Powell.
- Carla Gugino como Julia Costello.
- Stan Shaw como el campeón de boxeo Lincoln Tyler.
- Kevin Dunn como el reportero televisivo Lou Logan.
- Michael Rispoli como el corredor de apuestas Jimmy George.
- Joel Fabiani como el secretario de Defensa Charles Kirkland.
- Luis Guzmán como Cyrus.
- David Anthony Higgins como huésped del hotel Ned Campbell.
- Mike Starr como Walt McGahn.
- Tamara Tunie como la reportera de televisión Anthea.
- Chip Zien como Mickey Alter.

## Producción
Para el papel del comandante Kevin Dunne quisieron al principio a Will Smith y a Al Pacino, pero al primero no le aceptaron sus demandas salariales mientras que al segundo el guion no pudo adaptarse su edad a la del personaje.
El rodaje de la película tuvo lugar en Atlantic City en cuanto a los exteriores y el casino, mientras que el resto se rodó en el estadio Old Fórum de Montreal. Cabe también notar que el rodaje acabó doce días antes de lo previsto y que también costó menos de lo presupuestado.

## Acogida
La producción tuvo un coste aproximado de 73 millones de dólares, retornando 103 millones de recaudación mundial y teniendo una respuesta desigual entre la crítica. A grandes rasgos, la producción cinematográfica no fue valorada como uno de los mejores trabajos de Brian de Palma y de Nicolas Cage, sobre todo por los constantes guiños y citas que el director de la película utilizó a lo largo del metraje. Sin embargo, muchos críticos también valoraron la fuerza de alguna secuencia y el trabajo de los secundarios, lo que explicaría la respuesta desigual entre ellos.

## Estrenos mundiales
| País                                                                          | Fecha de estreno                   |
| ----------------------------------------------------------------------------- | ---------------------------------- |
| Alemania                                                                      | Jueves 19 de noviembre de 1998     |
| Argentina                                                                     | Jueves 15 de octubre de 1998       |
| Australia                                                                     | Miércoles 30 de septiembre de 1998 |
| Austria                                                                       | Viernes 20 de noviembre de 1998    |
| Bélgica                                                                       | Miércoles 9 de diciembre de 1998   |
| Belice · Costa Rica · El Salvador · Guatemala · Honduras · Nicaragua · Panamá | Viernes 30 de octubre de 1998      |
| Bolivia                                                                       | Jueves 12 de noviembre de 1998     |
| Brasil                                                                        | Viernes 25 de septiembre de 1998   |
| Bulgaria                                                                      | Viernes 4 de agosto de 2000        |
| Chile                                                                         | Jueves 5 de noviembre de 1998      |
| Colombia                                                                      | Viernes 18 de septiembre de 1998   |
| Corea del Sur                                                                 | Sábado 29 de agosto de 1998        |
| Croacia                                                                       | Jueves 14 de enero de 1999         |
| Dinamarca                                                                     | Viernes 30 de octubre de 1998      |
| Ecuador                                                                       | Viernes 11 de diciembre de 1998    |
| Egipto                                                                        | Miércoles 28 de abril de 1999      |
| Emiratos Árabes Unidos                                                        | Miércoles 6 de enero de 1999       |
| Eslovenia                                                                     | Jueves 7 de enero de 1999          |
| España                                                                        | Viernes 6 de noviembre de 1998     |
| Estados Unidos · Canadá                                                       | Viernes 7 de agosto de 1998        |
| Estonia                                                                       | Viernes 30 de octubre de 1998      |
| Filipinas                                                                     | Miércoles 30 de septiembre de 1998 |
| Finlandia                                                                     | Viernes 9 de octubre de 1998       |
| Francia                                                                       | Miércoles 11 de noviembre de 1998  |

| País                         | Fecha de estreno                 |
| ---------------------------- | -------------------------------- |
| Grecia                       | Viernes 13 de noviembre de 1998  |
| Hong Kong                    | Jueves 22 de octubre de 1998     |
| Hungría                      | Jueves 31 de diciembre de 1998   |
| India                        | Viernes 29 de enero de 1999      |
| Indonesia                    | Miércoles 7 de octubre de 1998   |
| Islandia                     | Viernes 30 de octubre de 1998    |
| Israel                       | Jueves 12 de noviembre de 1998   |
| Italia                       | Viernes 13 de noviembre de 1998  |
| Japón                        | Sábado 27 de febrero de 1998     |
| Letonia                      | Viernes 13 de noviembre de 1998  |
| Líbano                       | Viernes 4 de diciembre de 1998   |
| Lituania                     | Viernes 13 de noviembre de 1998  |
| Malasia                      | Jueves 27 de agosto de 1998      |
| México                       | Viernes 13 de noviembre de 1998  |
| Noruega                      | Viernes 4 de diciembre de 1998   |
| Nueva Zelanda                | Jueves 26 de noviembre de 1998   |
| Países Bajos                 | Jueves 19 de noviembre de 1998   |
| Perú                         | Viernes 6 de noviembre de 1998   |
| Polonia                      | Viernes 13 de noviembre de 1998  |
| Portugal                     | Viernes 13 de noviembre de 1998  |
| Reino Unido Irlanda          | Viernes 6 de noviembre de 1998   |
| República Checa · Eslovaquia | Jueves 19 de noviembre de 1998   |
| República Dominicana         | Jueves 22 de octubre de 1998     |
| Rumania                      | Viernes 18 de diciembre de 1998  |
| Singapur                     | Jueves 10 de septiembre de 1998  |
| Sudáfrica                    | Viernes 27 de noviembre de 1998  |
| Suecia                       | Viernes 21 de agosto de 1998     |
| Suiza                        | Viernes 20 de noviembre de 1998  |
| Tailandia                    | Viernes 23 de octubre de 1998    |
| Taiwán                       | Sábado 24 de octubre de 1998     |
| Turquía                      | Viernes 20 de noviembre de 1998  |
| Uruguay                      | Viernes 9 de octubre de 1998     |
| Venezuela                    | Miércoles 4 de noviembre de 1998 |